# كريستوف ميك
كريستوف ميك (بالإيطالية: Christoph Mick)‏ هو متزلج على الثلوج إيطالي، ولد في 2 أغسطس 1988 في بولسانو في إيطاليا.

## وصلات خارجية
- الموقع الرسمي
- كريستوف ميك على موقع الاتحاد الدولي للتزلج (ركوب لوح الثلج) (الإنجليزية)
- كريستوف ميك على موقع اللجنة الأولمبية الدولية (الإنجليزية)
- كريستوف ميك على موقع أوليمبيديا (الإنجليزية)